# William Blakeney (1er baron Blakeney)
Pour les articles homonymes, voir Blakeney.
William Blakeney (1672 – 10 septembre 1761), 1er baron Blakeney, est un militaire irlandais. Il est célèbre pour sa défense infructueuse lors de l'attaque de Minorque par une flotte française en 1756, pendant la guerre de Sept Ans.

## Biographie

### Jeunesse et origines
Blakeney naît à Mount Blakeney à Limerick ; il est le fils de William Blakeley, membre de la Chambre des communes irlandaise pour la circonscription de Kilmallock, et Elizabeth, la fille de Cornet Henry Bowerman. Destiné par son père à la politique, il montre cependant rapidement une préférence marquée pour une carrière militaire et, à l'âge de dix-huit ans, il prend la tête des serviteurs de sa famille et défend la propriété familiale des Blakeney contre les Rapparees. Il s'engage en tant que volontaire et prend part à la guerre en Flandres, et au siège de Venlo en 1702 au cours duquel il reçoit une commission et intègre l'armée régulière. Il sert à un grade subalterne pendant les campagnes du duc de Marlborough. Entre 1725 et 1757, il représente — comme son père avant lui — Kilmallock à la Chambre des Communes irlandaise.
Pendant les années qui suivent la Paix d'Utrecht il continue à servir sans se distinguer, il est âgé de soixante-cinq ans lorsqu'il est finalement promu au grade de colonel. Cette absence de promotion, parfois attribuée à l'hostilité de Lord Verney à son égard, cesse lorsque le duc de Richmond est nommé colonel du régiment de Blakeney, et qui s'attachera à favoriser son avancement. Brigadier-général lors de l'expédition de Carthagène en 1741, il est promu major-général peu de temps après. Il se distingue par sa défense vaillante du château de Stirling contre les Highlanders in 1745. Dans ans plus tard, le roi George II le nommé lieutenant-général et lieutenant-gouverneur de Minorque, île de la Méditerranée occidentale.

## La perte de Minorque

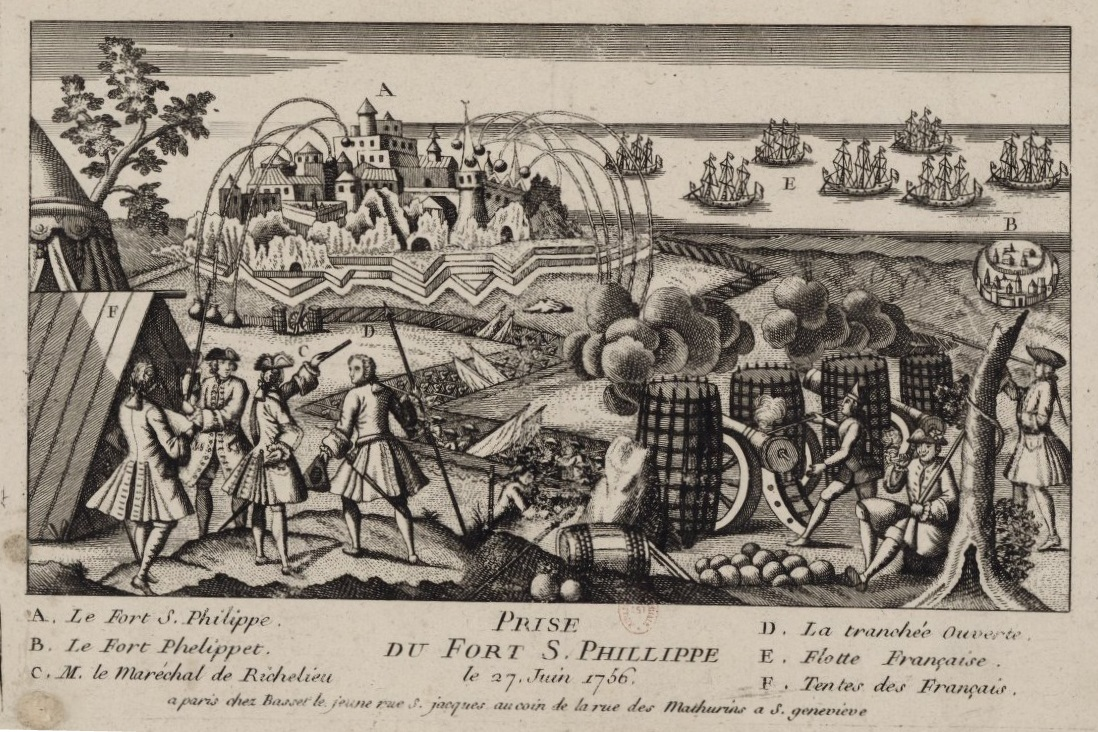
Le siège du Fort Saint-Philippe. Avril-juin 1756.

Le gouverneur de Minorque ne mit jamais les pieds sur l'île, et Blakeney se trouva aux commandes effectives de l'île pendant plus de dix ans. En 1756, au début de la guerre de Sept Ans une flotte française lance une attaque sur Minorque. Le maréchal de Richelieu à la tête de 12 000 hommes, embarque sur des navires de transport escortés par l'escadre de Toulon, commandée par le marquis de La Galissonière. Les Français atteignent l'île le 18 avril, et mettent le siège sur le Fort Saint-Philip, où Blakeney commandait environ 2 000 hommes. Après un mois de siège, les assiégeants avaient causé d'importants dégâts aux murs de la forteresse et à son artillerie, lorsqu'une flotte sous le commandement du vice-admiral John Byng apparaît. La Gallisonnière et Byng se livrent, le 20 mai, une bataille à l'issue indécise. Bien que disposant d'une flotte supérieure en nombre, Byng est contraint de se replier sur la base anglais la plus proche — Gibraltar — pour réparer, avec l'intention de revenir affronter les Français par la suite. Il abandonne Blakeney et les défenseurs de la forteresse à leur sort.
Une seconde expédition sera envoyée en renfort aux troupes anglaises défendant Minorque, mais elles arrivent trop tard, et après soixante et onze jours de siège, le vieux général est contraint de se rendre au maréchal de Richelieu (18 avril – 28 juin 1756). La forteresse ayant été réduite à l'état de ruines. Blakeney et sa petite garnison sont transportés à Gibraltar avec la liberté de combattre à nouveau contre les Français. Au terme d'un procès en cour martiale, Byng est condamné à mort et exécuté ; à l'inverse, Blakeney se voit, à son retour en Angleterre, érigé en héros de la nation et célébré pour sa résistance.

## Fin de carrière
Les honneurs vinrent récompenser un Blakeney vieillissant. Il est nommé Colonel du 27th (Inniskilling) Regiment of Foot, fait Chevalier Compagnon du Bain et créé Baron Blakeney de Castle Blakeney dans le comté de Galway, dans la Pairie d'Irlande. Par la suite, une statue de lui, réalisée par John Van Nost le Jeune, est érigée à Dublin (sur le site du Spire de Dublin), et sa popularité reste très importante jusqu'à sa mort. Il décède, sans descendance, le 10 septembre 1761, et est enterré dans l'abbaye de Westminster. N'ayant pas d'héritier, la baronnie Blakeney s'éteint à sa mort.

### Sources et bibliographie
- (en) Cet article est partiellement ou en totalité issu de l’article de Wikipédia en anglais intitulé « William Blakeney, 1st Baron Blakeney » (voir la liste des auteurs).
- (en) « William Blakeney (1er baron Blakeney) », dans Encyclopædia Britannica [détail de l’édition], 1911 (lire sur Wikisource).
- Memoirs of General William Blakeney (1757)